# エリートグループコンピューター・システムズ
エリートグループ・コンピューター・システムズ（精英電腦、ECS）は、台湾に本社を置き、主にマザーボードを生産している企業である。
ASUS、GIGABYTE、MSIに続き、台湾で4番目に大きなマザーボードベンダーである。IBMやCompaq(HP Inc.)といった大手PCメーカーのマザーボードを供給している。
マザーボードメーカーでは唯一、PCB (Printed Circuit Board:プリント基板) 生産工場を持っている。

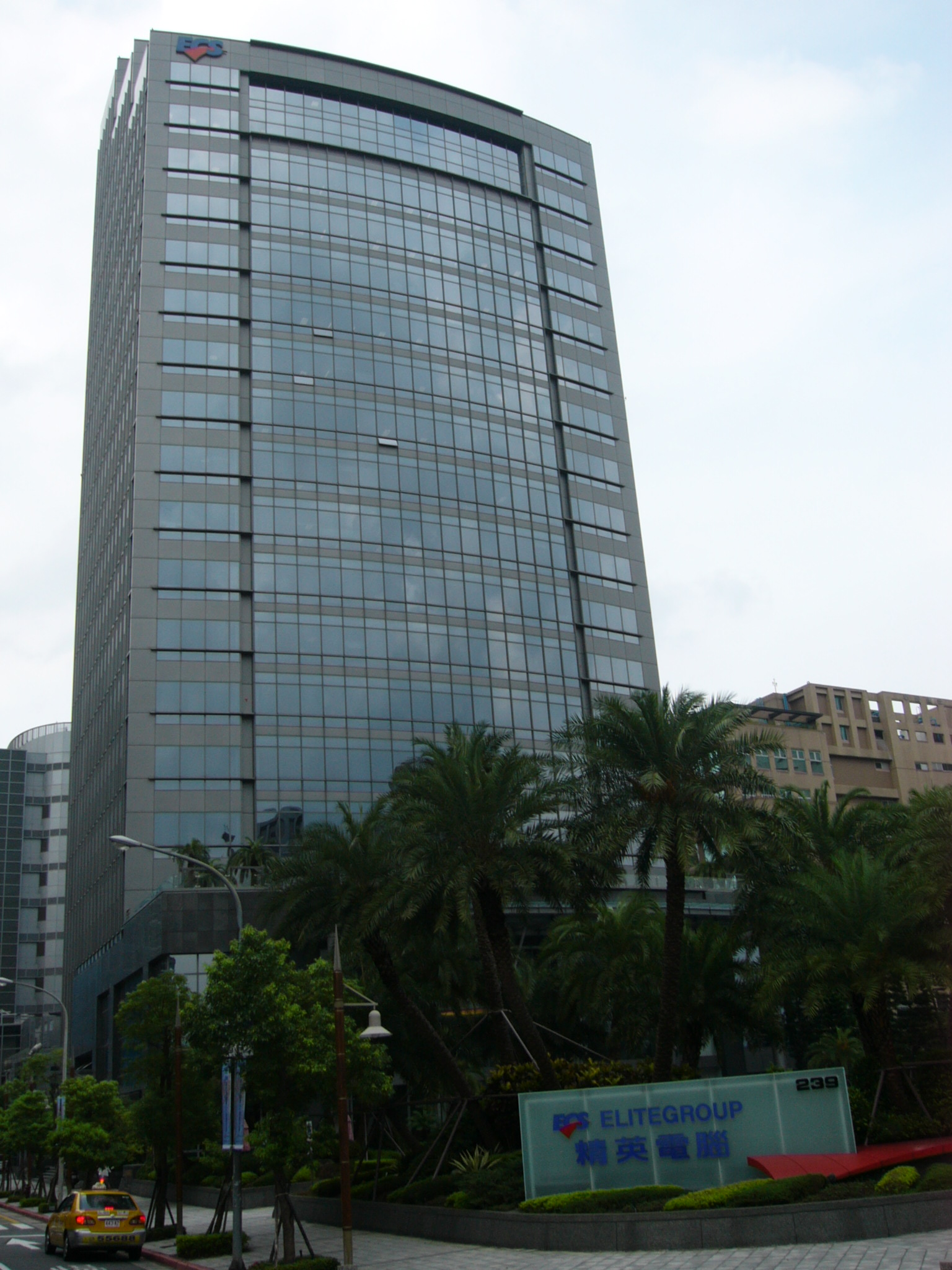
エリートグループ・コンピューター・システムズ本社

## 沿革
- 1987年 台湾にてマザーボード製造会社として設立
- 1994年 台湾の証券取引所に一部上場 Code2331
- 1998年 中国深圳に工場（ECSM）を設立
- 2000年 月間100万枚マザーボードの販売を達成
- 2001年 デスクノートの開発
- 2002年 月間200万枚マザーボードの販売を達成
- 2003年 Eトレンドテクノロジ工場を法人製品の設備ラインナップへ追加
- 2003年 ミニベアボーンシステム（EZ-Buddie）を発表
- 2005年 新オフィスを設立（中国、韓国、ロシア）
- 2006年 グローバル生産（工場）ラインの完成、中国（深圳、蘇州）メキシコ、チェコ
- 2006年 ユニウィルコンピュータ社を吸収合併

## 製品

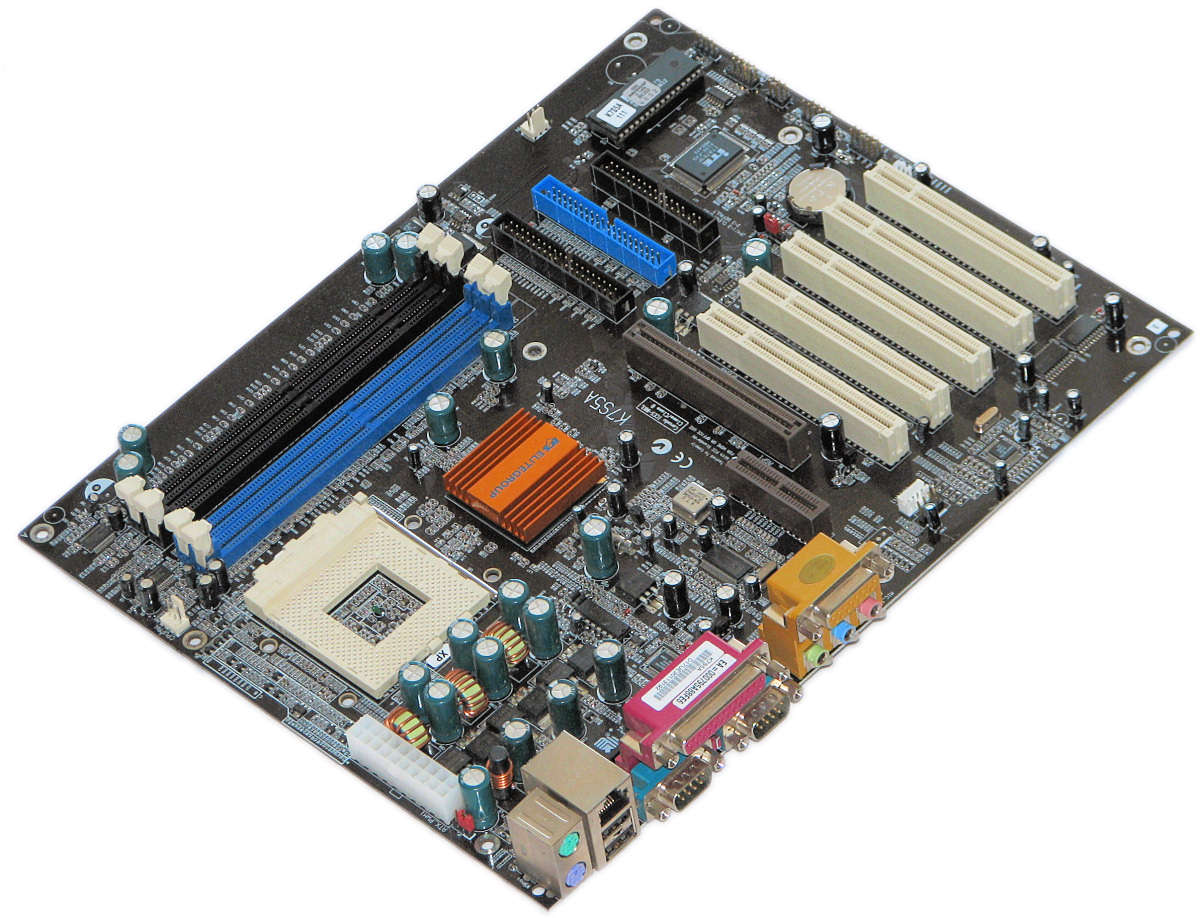
マザーボード
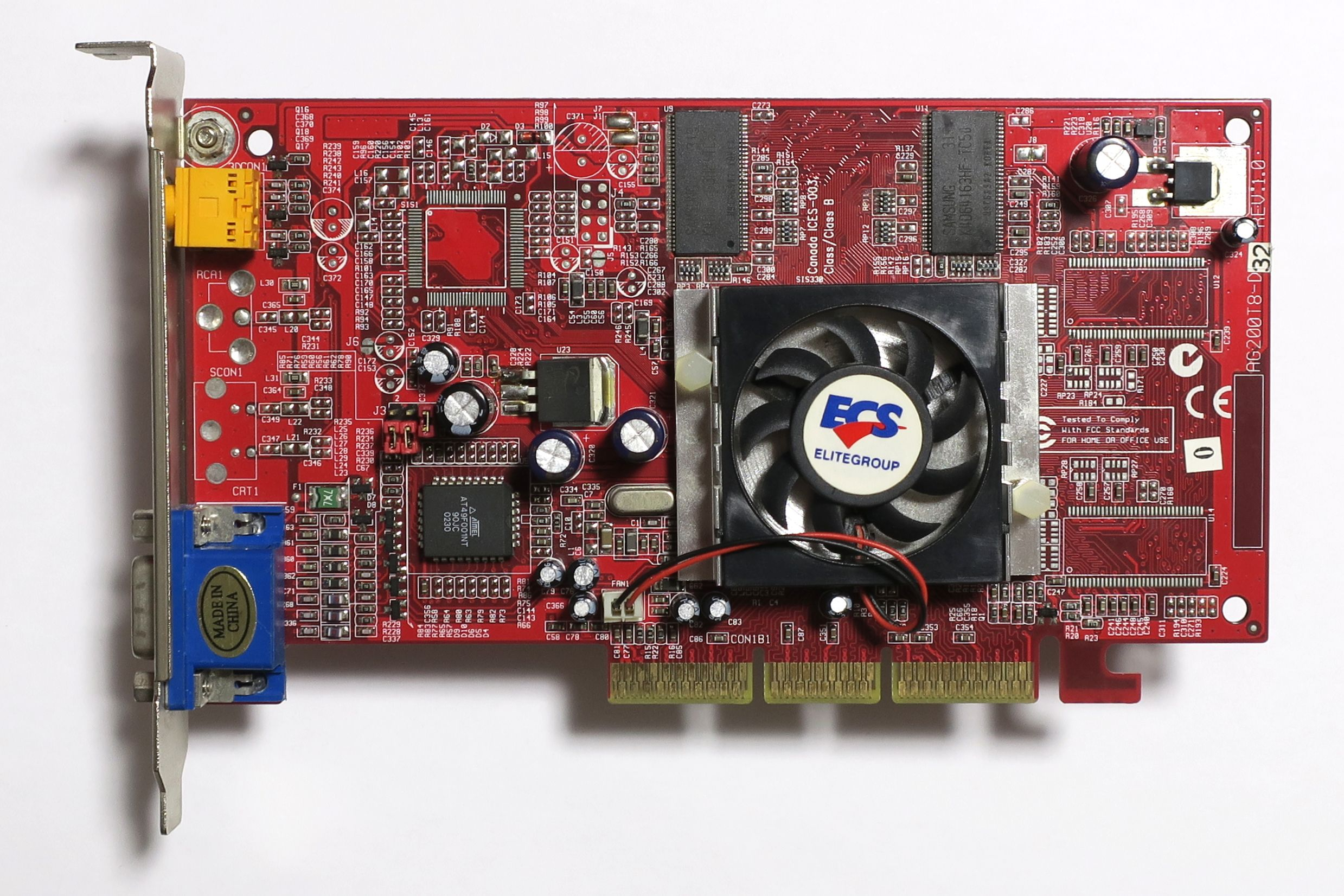
拡張カード
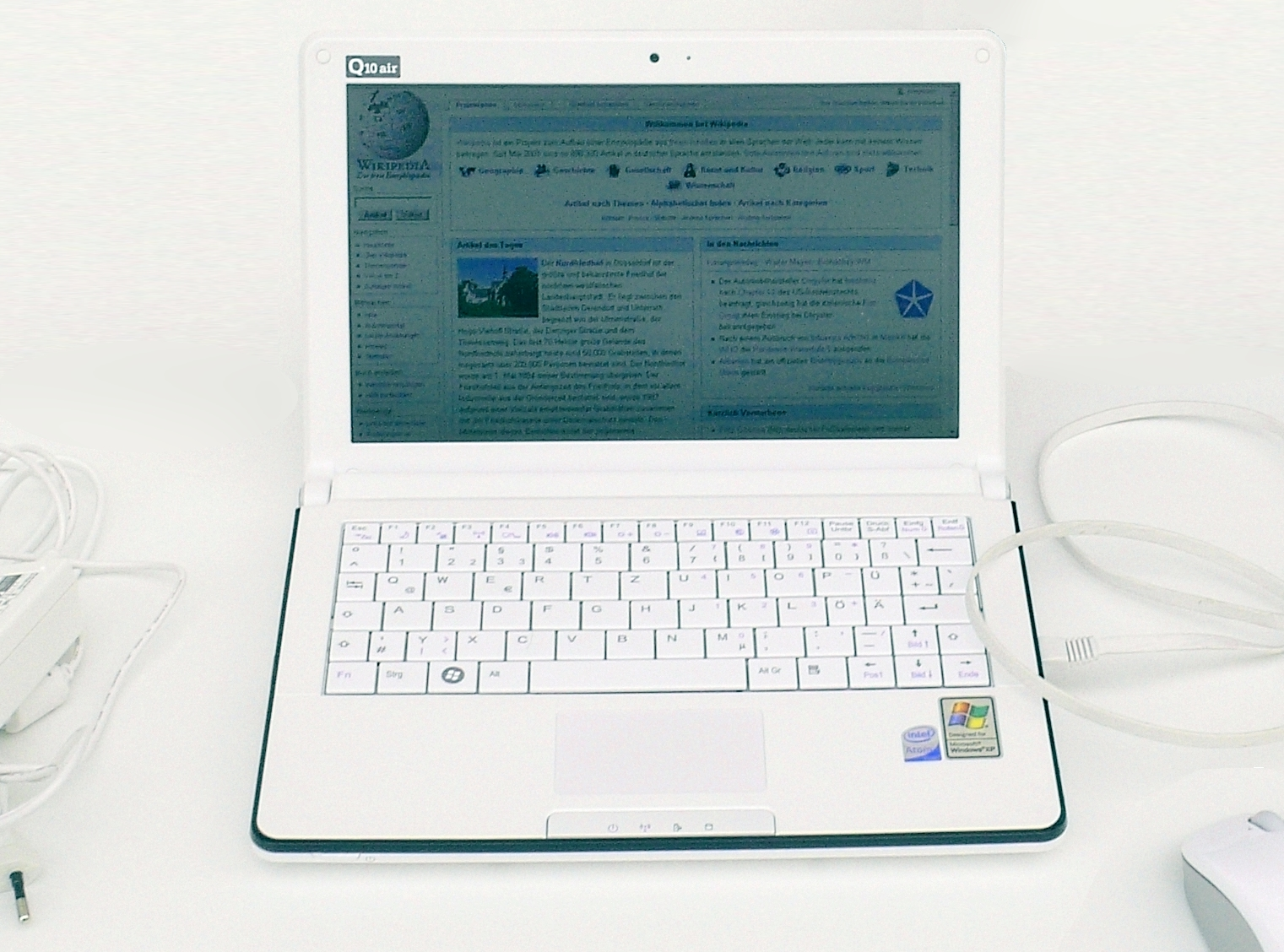
ノートパソコン